# Lycianthes jelskii
Lycianthes jelskii là loài thực vật có hoa trong họ Cà. Loài này được (Zahlbr.) Bitter mô tả khoa học đầu tiên năm 1919.